# 122º Reggimento fanteria "Macerata"
Il 122º Reggimento fanteria "Macerata" è stata un'unità militare del Regio Esercito.

## Storia

### Le origini
Il 122º Reggimento fanteria e il comando della Brigata furono costituite in Macerata dal deposito del 12º Reggimento fanteria per dare vita insieme al 121º Reggimento fanteria alla Brigata Macerata il 1º marzo 1915.

### Nella prima guerra mondiale (1915-1918)
Il 2 giugno il reggimento e la brigata lasciate le sedi di Macerata e Ancona raggiungono Lonato.
Dopo un periodo di addestramento entra in combattimento nel settore di Castelnuovo del Carso.
Il reparto combatté:
- 1915 - settore di Fogliano, Polazzo, Redipuglia.
- 1916 - settore di Castelnuovo del Carso, nella Battaglia di Gorizia, Oppacchiasella, Nova vas, Doberdò del Lago, Vallone Bonetti, Palichisce, Ferletti, Nona battaglia dell'Isonzo, Val Lagarina, Settore Monte Baldo, Brentonico, Monte Giovo, Castello di Tierno, Passo Buole, Malga Zugna, Pilcante.
- 1917 - settore di Val Lagarina, Settore Brentonico, Crosano, Coste di Tierno, Castello di Tierno, Talpina, Besagno, Cazzano, Monte Giovo.
- 1918 - settore di Val Lagarina, Settore Brentonico, Settore Monte Altissimo, sul Piave, nella Battaglia di Vittorio Veneto, a Grave di Papadopoli, Tempio, Ormelle, C.Formosa, Monticano, Motta di Livenza, Fagnicola, San Vito al Tagliamento, San Floriano. Il 122º Reggimento vemne decorato per il suo valore nei primi giorni di gennaio del 1917 con la medaglia d'argento al valor militare sul fronte di guerra da re Vittorio Emanuele III.[2]

Al termine del conflitto il 122° aveva avuto 47 Ufficiali e 2.259 fanti caduti per la Patria. I suoi uomini vennero decorati con 57 medaglie d'argento al valor militare e 103 medaglie di bronzo al valor militare. Venne smobilitato al termine del conflitto il 24 novembre 1919. In memoria del valore dei soldati della Brigata il comune di Macerata ha intitolato una via Brigata Macerata.

### Nella seconda guerra mondiale (1939-1945)
Con la seconda guerra mondiale, il reparto venne ricostituito il 20 settembre del 1941 a Cesena come 122º Reggimento fanteria "Macerata", dal deposito dell'12º Fanteria ed ha in organico: comando e compagnia comando, tre battaglioni fucilieri, compagnia mortai da 81, compagnia cannoni da 47/32. 
Inquadrato, col 121º Reggimento fanteria "Macerata" e il 153º Reggimento artiglieria, nella 153ª Divisione di fanteria "Macerata". Il reggimento e la divisione sono inquadrati nel V Corpo d'armata della 2ª Armata - Comando Slovenia-Dalmazia e destinati all'Invasione della Jugoslavia ed a un successivo impiego di presidio in Slovenia e in Istria. Deve essere ritenuto disciolto in data 13 settembre 1943 a Fiume. Nel 1946 il 122° viene formalmente sciolto e la sua bandiera consegnata al Vittoriano a Roma.

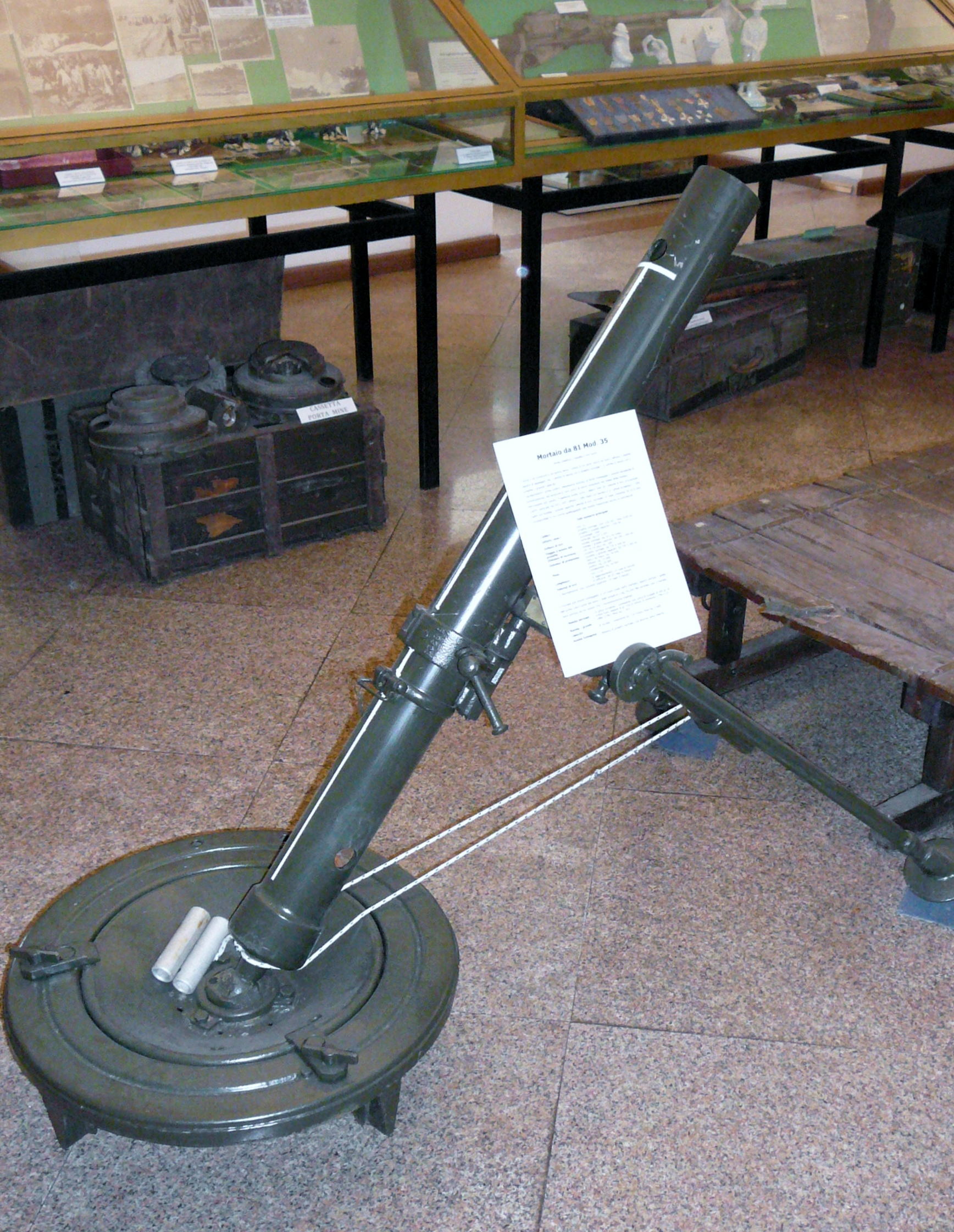
Mortaio da 81 Mod. 35

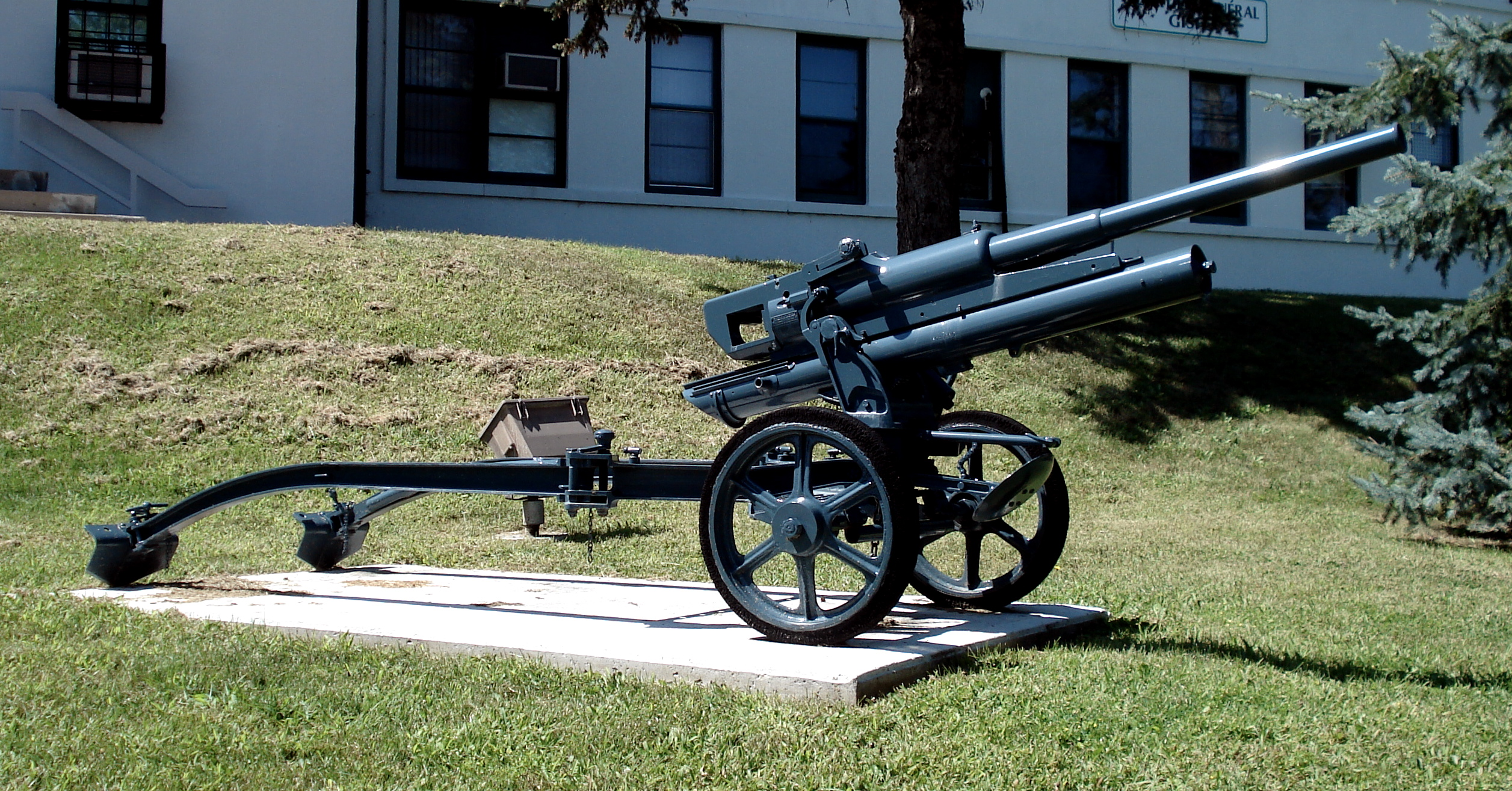
47/32 Mod. 1935

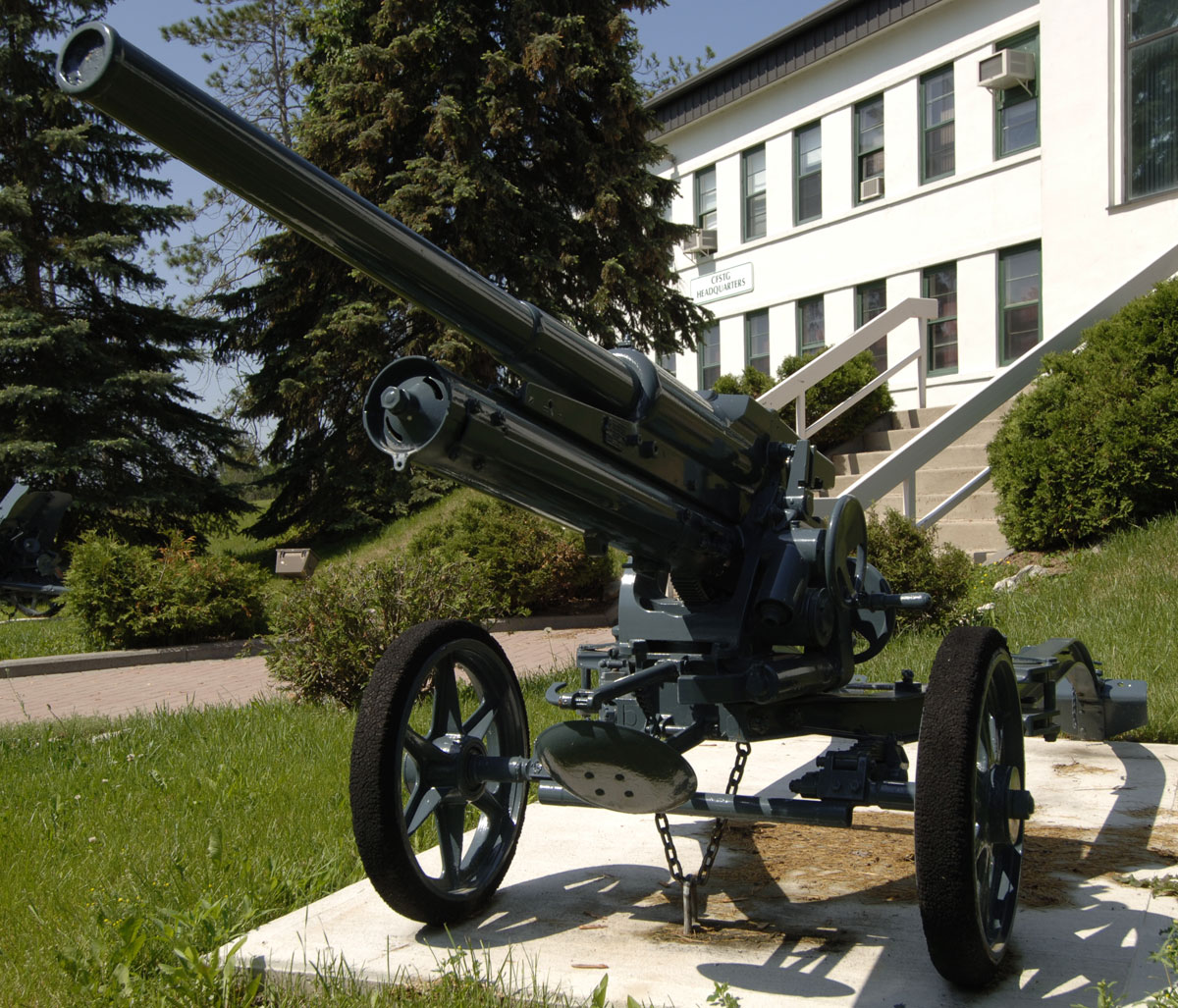
47/32 Mod. 1935

## Insegne e simboli
- Il Reggimento indossava il fregio della Fanteria del Regio Esercito (composto da due fucili incrociati con al centro un tondo riportante il numero 122º che indica il reggimento e sormontati da una corona).
- Le mostrine del reggimento sono rettangolari di colore bianco e azzurro. Alla base della mostrina si trova la stella argentata a 5 punte bordata di nero, simbolo delle forze armate italiane.

## Motto del reggimento
"Vi atque virtute" Il significato del motto del Reggimento è: "Con forza e con valore".

## Festa del reggimento
- La festa del reggimento si svolge il 27 ottobre, anniversario della battaglia di Vittorio Veneto presso Treviso del 1918 quando il reggimento venne insignito della Medaglia d'Argento al Valor Militare.